# フライ・トゥ・ザ・スカイ
フライ・トゥ・ザ・スカイ（Fly to the Sky）は、1999年に結成された韓国のR&Bを中心とする男性ボーカルデュオ。韓国アイドル第1世代として認識されている。メンバーはファニ（환희）と韓国系アメリカ人のブライアン（Brian）。略称はFTTS。ファンクラブの名称は『Fly High』。応援用風船はパステルブルーのスティック型風船。

## 来歴
- 1999年、SMエンタテインメントからデビュー。

デビュー当時はいわゆる‘アイドル’だったが、4作目のタイトル曲'MISSING YOU'を転機にファン層を広げ、ボーカルデュオとしての認知度を高めた。
- 2004年、SMエンタテインメントとの契約満了に伴い、Pfullエンターテインメントに移籍。6集（2006年）以降は、デュオ活動と平行して俳優、MC、タレント、歌手としてソロ活動を開始した。
- 2008年、デビュー10年周年を記念する8集がFTTS最後の正規アルバムになると発表。しかし「解散」ではないことを強調した。2009年4月12日の「SBS人気歌謡」の8集活動終了をもって、個々が立ち上げた事務所に移籍しFTTSのグループ活動は休止状態に入った。
- 2014年5月、正規アルバム9集『CONTINUUM』にて活動再開。タイトル曲「너를 너를 너를(君を君を君を) 」は韓国主要音源チャート1位を獲得した。ブライアンはファニが社長を務めるHエンターコムに移籍。翌6月のコンサートチケットが発売10分で完売。

## メンバー
- ファニ（환희、歓喜、Hwanhee、Hwany、Fany　※読みは「ファン・ヒ」の二つ目の「H」が連音化して「ファニ」となる）
  - 本名：ファン・ユンソク（황윤석）
  - 生年月日：1982年1月17日
  - 出身：韓国・ソウル
  - 学歴：国民大学校演劇映画、慶煕大学校ポストモダン学科
  - 血液型：B型
  - 趣味：音楽鑑賞・コンピューターゲーム・バスケットボール
  - 特技：ダンス
  - 好きな食べ物：キムチチゲ
  - ソロ活動：ドラマ「オーバーザレインボー」「愛してる」出演
- ブライアン（Brian、브라이언）
  - 本名：Brian Gintaek Joo
  - 韓国名：チュ・ミンギュ（주민규）
  - 生年月日：1981年1月10日
  - 出身：アメリカ・ニュージャージー
  - 学歴：Rutgers University、東国大学中退（韓国）
  - 血液型：A型
  - 趣味：映画鑑賞・インターネットチャット・バスケットボール
  - 特技：掃除・料理
  - 好きな食べ物：イタリアン料理・とんこつラーメン
  - ソロ活動：ソロアルバム『The Brian』『MANIFOLD』、音楽番組MC・教養番組MCなど

## ディスコグラフィー
- アルバム
  - 1集『Day by Day (1999.12.14)』/ タイトル曲：Day by Day
  - 2集『約束 (2001.2.2)』/ タイトル曲：약속（約束）
  - 3集『Sea of Love (2002.4.26)』/ タイトル曲：Sea of love
  - 4集『Missing You (2003.7.4)』/ タイトル曲：Missing you
  - 5集『重力 (2004.11.8) 』/ タイトル曲：중력（重力）
  - 6集『Transition (2006) 』/ タイトル曲：남자답게（男らしく）
  - 7集『No Limitations (2007) 』/ タイトル曲：My angel
  - 8集『Decennium (2009.2.12)』       / タイトル曲：구속（拘束）
  - 9集『CONTINUUM』 (2014.5.20) / タイトル曲：너를 너를 너를 (君を君を君を)
- ミニアルバム
- 『Love & Hate』 (2015.9.14) / タイトル曲：그렇게 됐어（そうなったんだ）,미워해야 한다면（憎まなくちゃいけないのなら）
- ベスト版ほか
  - ベストアルバム『Eternity』 (2005.5.21)
  - リパッケージ『Transition』 (2006)
  - スペシャルリパッケージ『No Limitations』 (2007)
  - リメイクアルバム『Recollection』 (2008.4.23)
- ソロアルバム
  - ブライアン　
    - 『The Brian』(2006.12)
    - 『MANIFOLD』(2010.12)
- コンサート
  - Kim Jo Han & Fly to the Sky Joint Live Concert : Contact (2001)
  - 1st Live Concert: Unforgettable (2004.4.22)
- サウンドトラック参加
  - 『ファッション 70s』/ 参加曲：가슴 아파도（胸が痛くても）
  - 『オーバーザレインボー』（ファニのみ）/ 参加曲：Tomorrow, 그리운 건 어쩔수 없어（恋しさはどうしようもなくて）I Want U, I Need U
  - 『ハローお嬢さん』（ブライアンのみ）/ 参加曲：매일 난（毎日僕は）
  - 『ベートーベンウィルス』（ファニのみ）/ 参加曲：내 사람（僕の人）
  - 『隣家の仇敵』（ブライアンのみ）/ 参加曲：휴（休）
- ゲスト参加ほか
  - MayBee『1集』(ファニ)
  - Christopher『1集』(ブライアン)
  - Duncan James「Sooner or Later」(ファニ)
  - The Best of Christian Music (ファニ「Give Thanks」)
  - All Star Christmas「White Christmas」
  - Eru「マネキン」(ファニ)
  - Eru「最後のコンサート」(ブライアン)
  - Show How「New day」（ブライアン)
  - Show How「Show U How」（ファニ)
  - PS Jun「Evil Time」(ブライアン)
  - ペ・スルギ「내 사람이 돼줘요」(私の人になって)(ブライアン)
  - 아름다운 이름(美しい名前)Lisa Duet Single(FTTS)

## プロフィール
★1集　アルバム
- 1999年11月21日（デビュー日）MBC-TV「ロックイン」H.O.T
- 1999年12月9日 1集「DaybyDay」発売
- 1999年12月11日　MBC「ミュージックキャンプ」生放送
- 1999年12月15日 「クリスマスインSMタウン.com」発売
- 2000年1月26日　KMTV「ショーミュージックタンク」で「DaybyDay」1位
- 2000年7月25日～7月29日　台湾プロモーション
- 2000年8月15日　公式ファンクラブ「Flyhigh」1期創壇式開催
- 2000年12月8日　「2000ウインターバケーションSMタウン.com」発売
- 2000年12月29日　SBS歌謡大賞新人歌手賞受賞

## 受賞歴
- 2007年
  - 「第14回大韓民国芸能芸術賞 バラード部門歌手賞」
- 2006年
  - 「SBS歌謡大典 本賞」
  - 「第21回ゴールデンディスク賞 本賞」
  - 「Mnet KM ミュージックフェスティバル R&B 部門最優秀賞」
  - 「第4回 韓国ファッションワールドアワード 歌手部門ベストドレッサー」
- 2004年
  - 「SBS歌謡大典本賞 R&B部門」
- 2003年
  - 「KBS歌謡大典青少年部門 本賞」
  - 「SBS歌謡大典 本賞」
  - 「スポーツソウル 第14回ソウル歌謡大賞 本賞」
  - 「2003 Korean Music Awards R&B部門 人気賞」
  - 「日刊スポーツ 第18回ゴールデンディスク施賞式 本賞」
  - 「韓国ベストドレッサー施賞式 男性歌手部門」
  - 「Mnet Music Video Festival R&B部門 最優秀MusicVideo賞」
- 2002
  - 「SBS歌謡大典 R&B部門」
- 2000年
  - 「SBS歌謡大典 新人歌手賞」

## 日本での活動歴
- 2001年8月24日　S.M.ENTERTAINMENT SHOWCASE LIVE（Zepp Tokyo）
- 2006年6月　K-pop super Live (大阪城ホール）
- 2006年10月26日　ASIAN NEXT PAX MUSICA 2006 (東京国際フォーラム)
- 2007年8月　初ミーティング（大阪）
- 2008年2月　初コンサート（東京・大阪）
- 2008年6月　ファンミーティング（三重）
- 2008年7月21日　コンサート「休歌」（東京ビッグサイト）
- 2008年10月5日　ファンイベント「Fly To The Sky が贈るクラシックな一日」（神戸）
- 2009年5月23日　ファンイベント「FLY TO THE SKY ファイナルストーリー　～2009 それぞれの歩み」（品川）

## エピソード
- FTTS
  - ファニは、高校の文化祭で踊っている姿を関係者にスカウトされ、ブライアンはアメリカでオーディションを受けて韓国に渡り、その後、デュオとして結成された。
  - デビュー後、5年間は同じ宿所に住んでいたが、その後、プライバシーの尊重ということから別居している。
  - 4集（2003年）活動時に2人が「兄さん」と慕っていたマネージャーが交通事故で亡くなった。事故はFTTSと一緒に出掛けた地方公演の帰りに起き、直前までファニも同じ車に乗っていた。2人も遺体の確認を行い、ブライアンは号泣、ファニはその場に倒れたらしい。そのため、4集の活動は二人にとってとても辛さを伴うものになり、タイトル曲「Missing You」を涙をこらえながら歌ったと後に述べている。単独1stコンサートでも亡くなったマネージャーにこの歌を捧げている。
  - ブライアンがファニよりも1歳年上だが、デビューしてから1年間も2人は同い年と勘違いしていた。韓国ではたとえ1歳の違いでも上下関係が生じる。年齢差が明らかになった後について、ブライアンは「今さら兄と弟のような関係になるより、むしろ友達として対等な関係を保つことにした」とMCを務めるテレビ番組（KBS JOY '美男たちの砲車'）で明らかにした。
  - 互いの第一印象について、ファニは「初めてブライアンを見た時、冷たいところがあり、どうやって仲良くしようか悩んだ」「アメリカから来たブライアンに、言葉と文化の壁を感じたこともあった」と告白した。一方、ブライアンは、ファニをビデオで初めて見た時「アメリカで見た韓国の芸能人とは違い、ダサいファニの姿にガッカリした。でも、実際に彼に会って、ダンスがすごく上手いので驚いた」と語った。
  - 10年にわたる歌手生活で、自分らを最も困らせたデマに「同性愛」を選んだ。韓国・日刊スポーツとのインタビューで答えたもので、「最も困らせたデマは同性愛だった。“ファニが別の男性歌手と恋人関係であり、ブライアンがそれを妬いている”ということだったが、2人の性的アイデンティティを疑われて当惑した」と説明した。ブライアンは「事実無根のうわさも、多くの人の間で取り沙汰されれば、事実のようになってしまう。悪質な書き込みやデマで苦労するほかの芸能人の気持ちも理解できる。2人の不仲説についても同様だ。ただ互いの異なる姿やスタイルを認め、現実的に最も賢明な方法と言えるプロジェクトグループへの転換を選んだだけだ」と説明した。
- ファニ
  - 高校の同窓生に、歌手のフィソンとパク・ヒョシンがいる。フィソンによると高校時代のファニは今のタフなイメージとは全く違い、静かで大人しい善良な学生だったとのこと。3人は同窓の縁で、FTTSがMCを務めていたラジオ番組「テンテンクラブ」のテーマソングを一緒に歌った。
  - 2007年夏に「整形疑惑」が持ち上がったファニは、SBSのテレビ番組「夜心蔓蔓」で「皆さんが思っている通りだ」「容姿に対するコンプレックスがあったし、芸能人としてファンの皆さんにもっと格好いい姿をお見せたくて整形した」と率直に告白し、「今の自分に満足しているし、芸能人としての努力と受け止めて欲しい」と理解を求めた。
  - 結婚騒動が2007年10月、各マスコミで報じられた。これはファニの名義で勝手に結婚式場に予約が入られたもので、ホテル側がファニの所属事務所へ確認を入れたことで事件が発覚した。調査の結果、あるファンがいたずらで予約したものと判明。ファニ本人は恋愛をしたくても時間がないくらいなのに結婚騒動まで浮上し、笑いと共に戸惑った反応をみせたという。
  - デビュー初期、最大のストレスは事務所の先輩、カンタ、シン・ヘソンと声がそっくりだと言われたこと。同じ事務所で同じプロデューサーや作曲家の曲を歌う機会が多い歌手は、その指向に合わせていると似ている歌い方になる傾向がある。

そのためファニは個性を出すために、更に一生懸命に練習したという。
- - 2008年11月30日、出演するテレビ番組（MBC「僕たち結婚しました」）で視聴者からメッセージを募ったところ電話が集中し、撮影現場近くの青瓦台（大統領官邸）の回線に支障を及ぼす事態に発展し、大統領官邸のお粗末な回線事情が露呈する結果になった。
  - 子どもの頃は、背も顔も小さくいじめられっ子だった。そのため、中学では腕立て伏せなど運動に励み、高校時代には身長も伸び「農夫＝力ばかりが強く…」というニックネームがつくほどまで成長したと2009年5月に東京で開かれたイベントでファニ自身が明らかにした。
  - FTTSを振り返って良い想い出は3つ。
    1. 「Sea of Love」の大ヒットで初めて1位をとったこと。
    2. ケンカした後、ブライアンが泣きながら先に謝ってきたこと。
    3. 所属事務所移籍の時に散々批判されたが、移籍後初アルバムを大ヒットさせ自分たちの決断が正しかったことを証明できたこと。
- ブライアン
  - 韓国で女子中学生がアメリカ軍の戦車に轢き殺されるという、いわゆる議政府米軍装甲車女子中学生轢死事件が発生、アメリカ軍に対する抗議活動が広がりを見せたとき、韓国系アメリカ人のブライアンはメディアからコメントを求められ「事件はアメリカ軍が悪いが、だからといってアメリカの全てを嫌い、否定するのは間違っている」と発言。ファンや一般人から「アメリカに帰れ」と激しい抗議を受け、韓国で生活する韓国系アメリカ人としての複雑な立場に苦しめられた。
  - 「キレイ好き王子」との異名を取るほどのきれい好き。暇さえあれば掃除道具を片手に自宅を磨き上げている。
  - 友人のイル（歌手）は、ブライアンの家のソファーで菓子を食べたことがばれた時（禁止されているらしい）は、わざわざ電話で注意されたとのこと。
  - 友人のノ・ホンチョル（コメディアン）は「ブライアンは家に遊びに来ても、一緒にゲームをするよりも、ほったらかしの洗いものからはじめる」と証言している。
  - ビザの問題で3集時に活動が出来ず、アメリカへ帰国していた。2002年11月6日に無事に韓国へ戻り、空港からその足で、ファニが一人でFTTSとしてMCを頑張っていたラジオ番組「1010CLUB」の放送へ駆けつけた。
  - 出演したラジオ番組(2009年3月1日 KBS放送)で、結婚を考えている女性がいることを告白。相手は普通の会社員で、聖書の勉強を通じて知り合った女性で、毎朝聖書の良い話をメールで送ってくれるらしい。この段階ではブライアンは相手に気持ちを告白しておらず、今後の展開が注目されていたが、その後、出演したラジオ番組(2009年3月4日SBS/1010club)で、「結婚したいタイプの女性に出合っただけ。今は8集活動に忙しいし（次の仕事も決まっているので）告白するつもりはなく、一人で想いを寄せてるだけ。周りが大騒ぎするので驚いている」とコメントした。
  - FTTSを振り返って良い想い出。
    1. ファニとの初対面で突然歌を歌わされた時、打ち合わせもしていないのに二人が同じ曲を歌ったこと。
    2. ブライアンが諸事情で一年間アメリカに戻っていた時にソウルで開かれたファンミーティングで、ファニが電話してくれた時。嬉しくて涙が出た。

  - 不眠症で苦しんでいる。自身のブログなどを通じて不眠症で眠れないことを嘆いている。
  - 飛行機が苦手で、搭乗の際には現地の天候を調べるなど事前の準備を整えて臨む。

## その他
- 7月27日は「フライトゥザスカイ・デー」 ―アメリカ・サンフランシスコ
  - アルバムの中で最高販売量を記録した3集『SEA OF LOVE』のMVが、サンフランシスコの多様な観光名所を背景に撮影され、広報された功労が認められ、サンフランシスコ市はフライトゥザスカイがコンサートを開く7月27日を「フライトゥザスカイデー」と定めた。

## インタビュー
- 二つの声,二つの魅力,二回目の出発…再び羽ばたく君の羽 （朝鮮語）
- 6集Transitionで戻ってきたFly to the sky （朝鮮語）
- Melonサイトでのインタビュー (2006) （朝鮮語）
- 6集活動インタビュー(Mnet) （朝鮮語）
- リメイクアルバムを携えて戻ってきた美しい青年 （朝鮮語）
- もっとコンサート (2007年末コンサート動画付き) （朝鮮語）
- ブライアン　ソロアルバム発売・単独インタビュー(Mnet) （朝鮮語）
- ファニ、ドラマ「オーバーザレインボー」出演インタビュー(MBC) （朝鮮語）
- 8集活動インタビュー　Unstoppable! 2009.Feb (dosirak) （朝鮮語）